# Catagramma fulva
Catagramma fulva är en fjärilsart som beskrevs av Dillon 1948. Catagramma fulva ingår i släktet Catagramma och familjen praktfjärilar. Inga underarter finns listade i Catalogue of Life.